# 성공다큐 최고다
《성공다큐 최고다》는 MBN에서 방영중인 교양 프로그램이다.

## 동시간대 경쟁 프로그램
- KBS 5시 뉴스, KBS 네트워크 참 TV (KBS 1TV)
- 문화가중계 (SBS)